# بوهدان پوتالوف
بوهدان پوتالوف (اوکراینی: Богдан Артемович Поталов؛ زادهٔ ۱۲ اوت ۲۰۰۲) بازیکن فوتبال اهل اوکراین است.